# Открытый секрет (фильм, 1948)
«Открытый секрет» (англ. Open Secret) — фильм нуар режиссёра Джона Рейнхардта, который вышел на экраны в 1948 году.
Фильм рассказывает о новобрачных Поле (Джон Айрленд) и Нэнси (Джейн Рэндолф) Лестер, которые приезжают навестить армейского друга Пола по имени Эд, обнаруживая, что он исчез. Происходит серия странных событий, включая попытку ограбления квартиры Эда, смерть соседа Эда под колёсами грузовика и обнаружение тела самого Эда, после чего Пол вместе с Нэнси берёт расследование в свои руки, выясняя, что за этими преступлениями стоит тайная антисемитская организация, развернувшая свою деятельность в городе.
Фильм продолжает тему картин об антисемитизме в Америке в 1940-е годы, начатую такими фильмами, как «Джентльменское соглашение» (1947) и «Перекрёстный огонь» (1947).
Фильм вызвал неоднозначные мнения критиков. Несмотря на то, что все высоко оценили общественную значимость тематики картины, многие критики обратили внимание на невысокий уровень её производственных качеств.

## Сюжет
Пол Лестер (Джон Айрленд) после свадьбы вместе с женой Нэнси (Джейн Рэндолф) приезжает в один из городов, чтобы встретиться со своим армейским товарищем Эдом Стивенсом (Чарльз Уолдрон-младший) и провести там несколько дней. Когда Пол звонит Эду, тот с согласия домовладелицы миссис Тристрам (Энн О’Нил) приглашает его пожить у него в квартире. Сразу после этого разговора Эду следует ещё один телефонный звонок и он стремительно уходит в город на встречу, предварительно положив в ящик комода катушку с отснятой фотоплёнкой. Когда Эд выходит из квартиры, его встречают двое здоровых парней и силой куда-то уводят. Некоторое время спустя приезжают Пол и Нэнси, с удивлением обнаруживая, что Эда нет дома. Тем не менее, они остаются на ночь в его квартире, а утром отправляются фотографировать окрестности. Когда они возвращаются домой, что видят, что кто-то рылся в вещах Эда, однако как будто бы ничего украдено не было. При осмотре квартиры Нэнси однако находит у Эда несколько брошюр неонацистского и расистского содержания, после чего предлагает связаться с полицией, однако Пол считает, что сначала они должны найти Эда. В этот момент раздаётся телефонный звонок, и некто сообщает, что может организовать встречу с Эдом, называя адрес уличного перекрёстка, куда надо прийти. Оставив Нэнси дома, Пол уходит, встречая в коридоре Ларри Митчелла (Морган Фарли) из местной газеты Snap Magazine, который сообщает, что его пригласил к себе Эд, чтобы передать какую-то важнаую информацию. Пол приглашает Митчелла пойти вместе с собой, однако в условленном месте Эд так и не появляется. Во время отсутствия Пола в квартиру проникает какой-то человек и начинает рыться в ящиках, однако когда Нэнси его замечает и начинает кричать, он убегает. После этого Пол приглашает к себе сержанта полиции Майка Фронтелли (Шелдон Леонард), рассказывая ему о происшедшем. Во время разговора они видят, как кто-то камнем разбивает окно в доме напротив, где живёт миссис Фишер, мужа которой неделю назад насмерть сбила машина.
Некоторое время спустя Пол относит на проявку в ближайший магазинчик Гарри Штраусса (Джордж Тайн) несколько своих отснятых плёнок, случайно отдавая и плёнку, которую оставил в ящике шкафа Эд. Когда Пол выходит из магазина, то видит, как местные дети спустили колесо машины Штраусса. Штраусс объясняет Полу и Нэнси, что его машине за последнее время навредили уже трижды, и что это дело рук тех, кто начал в районе кампанию против евреев и «инородцев». Пол помогает Штрауссу поменять колесо, после чего к паре на улице подходит миссис Хилл (Хелена Дэйр), спрашивая, почему они обратились в магазин Штраусса, а не в такой же магазин на углу, где работают «правильные люди». Далее она заявляет, что Штраусс должен уехать туда, где живут люди его сорта. Позднее в тот же день Фронтелли приглашает Пола в морг, где тот идентифицирует тело Эда. Детектив сообщает, что хотя Эда переехал грузовик, к тому времени он уже был задушен, а следовательно его убили. Фронтелли также рассказывает, что ранее, когда было обнаружено тело Фишера, тот держался за оторванный рукав полосатой рубашки, такой же, которая была на Эде. После похорон Эда Пол и Нэнси сообщают миссис Тристрам, что на следующий день они уезжают. Затем Пол рассказывает жене, что разорванную рубашку он видел в одном из шкафов Эда, однако после взлома рубашка исчезла, и теперь Эд был обнаружен в ней. Это наводит Пола на мысль, что Эда пытаются подставить в убийстве Фишера. На самом деле Эд внедрился в ряды антисемитской группы, чтобы тайно снять на камеру их преступную деятельность, а затем разоблачить их. Чтобы раздобыть информацию о группе антисемитов, Пол направляется в один из местных баров, в котором они обычно собираются и который в последнее время часто посещал Эд. Бармен Фэтсо (Лео Кей) говорит Полу, что сожалеет о смерти Эда, возлагая вину за это на «иностранцев». Тем временем Рой Локк (Роман Бонен), сильно пьяный посетитель с резкими антисемитскими взглядами, даёт пощёчину жене (Эллен Лоу), когда она пытается уговорить его прекратить пить и пойти домой.
Тем временем после посещения концерта вместе с миссис Тристрам Нэнси заходит в магазин Штраусса, чтобы забрать проявленные фотографии. При выдаче Ральф (Джон Элвин), ассистент Штраусса, случайно открывает конверт и видит там кадры, разоблачающие деятельность антисемитской группы, после чего заявляет Нэнси, что фотографии ещё не готовы. В этот момент подходит Штраусс, находит конверт с фотографиями и отдаёт их Нэнси. После этого Ральф приходит к Нэнси домой и просит отдать фотографии, которые попали к ним по ошибке. Однако Пол, увидев свои фотографий, отказывается отдавать их. Уже после ухода Ральфа он видит разоблачительные снимки, которые сделал Эд. На одной из фотографий Пол узнаёт Локка, и направляется к миссис Локк. Подавленная своей тяжёлой жизнью, миссис Локк рассказывает ему, что муж постоянно пьян, бьёт её и во всех своих проблемах винит «жидов и итальяшек». Затем миссис Локк говорит Полу, что её муж и его друг Мейс (Берт Конуэй) пытались заставить Эда заняться изгнанием евреев из района, а также утверждает, что видела, как Мейс на своей машине намеренно сбил Фишера, и что в этот момент в машине были также Эд и Локк. Эд вышел из машины и попытался помочь Фишеру, однако остальные стали избивать его. Выслушав её рассказ, Пол обещает миссис Локк защитить её, однако в этот момент в квартиру входит Локк с пистолетом в руке. Пол предлагает ему договориться, говоря, что готов отдать ему фотографии Эда, на которых Локк устраивает поджог. Пока Локк изучает фотографии, Пол бьёт его вазой, и между ними начинается драка. Справившись с Локком, Пол выводит его на улицу, чтобы отвезти в участок, где тот готов дать показания. Однако на пороге дома Пола сзади бьёт по голове Мейс, который наблюдал за происходящим через окно.
Тем временем Нэнси показывает Штрауссу фотографии, и он предлагает ей спрятать их до тех пор, пока их можно будет передать Митчеллу для публикации разоблачительного материала в газете. Полагая, что Пол ещё в баре, Штраусс направляется за ним, а Нэнси тем временем звонит Фронтелли, чтобы тот также приехал в бар. Пола доставляют в служебное помещение бара, где собрались члены банды. Один из главарей Картер (Артур О’Коннелл) требует, чтобы Пол отдал плёнку. При обыске они находят у Пола лишь одну компрометирующую фотографию, после чего Ральф говорит, что вся плёнка находится у его жены. Штраусс приходит в бар в поисках Пола, где его с издёвками проводят в служебное помещение. Штраусс с удивлением видит среди членов банды Ральфа, который оправдывается, что примкнул к ним из-за денег. Когда речь заходит о фотографиях, Штраусс заявляет, что Нэнси отдала ему отпечатки фотографий вместе с негативами для сохранения в своём магазине. Штраусса увозят, чтобы он отдал фотографии, обещая после этого отпустить Пола. Затем банда решает убить Пола, даже несмотря на то, что он говорит им, что Фронтелли уже знает, что это они убили Фишера и Эда. В магазине Штраусс заводит сопровождающего его бандита по имени Хилл (Рори Маллинсон) в подсобное помещение, запирает дверь, выключает свет и между ними начинается драка. Тем временем в баре бандиты связывают Полу руки за спиной и, взяв его с собой, отправляются к магазину Штраусса, чтобы убить его. Бандиты проникают в подсобное помещение, где Ральф пытается помочь Штрауссу убежать, но начинается коллективная драка. Вскоре Полу, которого оставили в машине, удаётся вырваться, и он спешит на помощь Штрауссу.
В этот момент в магазине появляется Фронтелли с несколькими полицейскими, хватая Картера и обвиняя его в публикации и распространении нацистской литературы. Один из бандитов говорит, что они действовали по указанию Филлипса, который обещал с их помощью создать политическую партию, за которой последуют сотни людей. После этого полицейские арестовывают и уводят всю банду. Тем временем Митчелл приходит к Нэнси с просьбой передать ему фотографии для публикации в ближайшем номере газеты. Нэнси берёт фотографии и идёт вместе с ним, однако в коридоре Митчелл проговаривается, что во всех проблемах виноваты евреи. Она отказывается отдать фотографии, и тогда Митчелл пытается забрать их силой. В этот момент Фронтелли и Пол подъезжают к дому, где слышат крик Нэнси. Увидев Пола, Митчелл разбивает окно и пытается убежать по тёмному переулку. Фронтелли, называя его Филлипс, требует его остановиться, а затем стреляет и убивает. Фронтелли по телефону докладывает начальству об убийстве Филлипса, который, по его словам, «играл в Гитлера, но не в том месте». После этого Фронтелли идёт по улицам своего квартала, куда вернулась спокойная, нормальная жизнь.

## В ролях
- Джон Айрленд — Пол Лестер
- Джейн Рэндолф — Нэнси Лестер
- Роман Бонен — Рой Локк
- Шелдон Леонард — сержант Майк Фронтелли
- Джордж Тайн — Гарри Штраусс
- Морган Фарли — Ларри Митчелл, также известный как Филлипс
- Эллен Лоу — Мэй Локк
- Энн О’Нил — миссис Тристрам
- Артур О’Коннелл — Картер
- Джон Элвин — Ральф

## Создатели фильма и исполнители главных ролей
Австрийский актёр, сценарист и режиссёр Джон Рейнхардт начал работу в Голливуде в конце 1920-х годов. Как режиссёр в период с 1934 по 1952 год он поставил 20 фильмов как в США, так и в Европе, среди них помимо этого фильма ещё четыре фильма нуар — «Виновный» (1947), «Прилив» (1947), «За тебя я умираю» (1947) и «Звонок из Чикаго» (1951).
Джон Айрленд в 1950 году был номинирован на «Оскар» за роль второго плана в фильме «Вся королевская рать» (1949). Он также сыграл в таких значимых фильмах, как «Моя дорогая Клементина» (1946), «Красная река» (1948), «Грязная сделка» (1948), «Шарф» (1951), «Девушка с вечеринки» (1958) и «Спартак» (1960).
За время своей карьеры, охватившей период с 1941 по 1948 год, Джейн Рэндолф сыграла в 21 фильме, среди которых «Люди-кошки» (1942), «Ревность» (1945), «Агенты казначейства» (1947), «Подставили!» (1947) и «Эбботт и Костелло встречают Франкенштейна» (1948).

## История создания фильма
Производством фильма занималась компания Marathon Pictures Corp., которая работала под эгидой киностудии Producers Releasing Corp (PRC). Однако к концу работы над фильмом PRC была куплена киностудией Eagle-Lion, которая и выпустила этот фильм.
Администрация производственного кодекса пыталась уговорить продюсера Фрэнка Сатенштейна сократить количество расистских выражений, используемых в фильме. В письме к Сейтенстейну в августе 1947 года глава Администрации Джозеф И. Брин, в частности, писал: «Мы чувствуем, что простое повторение этих оскорбительных выражений, даже в истории такого рода, вероятно, вызовет негодование со стороны большого числа кинозрителей». Некоторые расистские выражения были удалены из последующих копий фильма.
Фильм находился в производстве с середины до конца августа 1947 года на студии Motion Pictures Center Studios в Голливуде. Премьера фильма прошла 31 января 1948 года в Нью-Йорке. В широкий прокат фильм вышел 14 февраля 1948 года.

## Сравнение с фильмом «Джентльменское соглашение» и другими фильмами об антисемитизме
Как полагает историк кино Брюс Эдер, «в плане производственных качеств и даже масштаба сценария этот фильм смотрится бледно по сравнению с „Джентльменским соглашением“ (1947) Элии Казана — но он добивается успеха на другом уровне, там, где это не удаётся „Соглашению“». Фильм Казана, «несмотря на все свои благие намерения, мало затрагивает антисемитизм в среде рабочего класса. За исключением одной сцены в ресторане, в которой пьяный посетитель почти провоцирует драку с персонажем, которого играет Джон Гарфилд, сторона жизни, которую показывает фильм Казана, главным образом ограничена образованными и элитными слоями общества», представляющими верхний средний класс, обитающий в престижных кварталах Нью-Йорка. Этот же фильм, по словам Эдера, «напротив обращён к показу антисемитизма на уровне улицы, где всё может иметь значительно более тяжёлые последствия».
По мнению критика, во многих смыслах этот фильм является «продолжением (и почти сиквелом) драмы Warner Bros. „Чёрный легион“ (1937)». Действие этой истории также разворачивается в промышленном городе, среди фабричных рабочих низшего класса и торговцев, которые оказываются втянутыми в акты насилия иногда сознательно, а иногда вопреки своему желанию. Помимо того, что фильм рассказывает о том классе американцев, которых фильм Казана фактически игнорирует, «Открытый секрет» также необычен тем, что поднимает вопрос об угрозе со стороны новой, опасной разновидности послевоенного антисемитизма, в то время, как фанатизм, показанный в фильме Казана, в основном является традиционным и давно укоренившимся. «Открытый секрет» акцентирует внимание на том, что в послевоенное время в среде рабочего класса существовало возмущение появившимися разоблачениями об обращении немцев с евреями, и симпатией к ним. Как указывает не один персонаж, «евреи и другие „иностранцы“ жили там без проблем долгое время — и только сейчас они всё более оказываются в осадном положении».

## Оценка фильма критикой
По информации Американского института киноискусства, «фильм был очень плохо принят после премьеры в Нью-Йорке». Так, кинообозреватель Босли Краузер в «Нью-Йорк Таймс» написал, что фильм «дешёвый, дилетантский, бестактный и невероятно плохо сыгранный актёрами». Критик «Нью-Йорк Пост» Арчер Уинстен в свою очередь написал: «Создатели фильма и исполнители делают своё дело усердно и искренне». Однако, по мнению критика, вряд ли на той большой трагедии, которая привела к миллионам человеческих смертей, следует делать криминальный боевик с тем, чтобы показать, что преступление себя не оправдывает.
С другой стороны, современный кинокритик Брюс Эдер полагает, что «это сильно недооценённый фильм, который рассматривает тему антисемитизма после Второй мировой войны». По словам критика, «этот фильм, который использует композицию и компоненты фильма нуар, для рынка был подан как детективный и криминальный фильм. У него много структурных недостатков, которые являются неизбежным следствием малого бюджета, краткого съёмочного периода, краткости самого фильма, а также необходимости поддерживать композицию и темп триллера». К тому же «череда жестоких столкновений в развязке кажется нереалистичной». Вместе с тем, «среди этой и других проблем у фильма есть и некоторые неотразимые элементы. В основном они воплощены в образе Гарри Штраусса (Джордж Тайн), добродушного еврея из рабочего класса, который не может понять, что случилось с городом, в котором он родился и прожил всю свою жизнь, а также с окружающими его людьми. Ещё один иммигрант, детектив Фронтелли в исполнении Шелдона Леонарда также не знает, что делать с насилием и вандализмом, охватившими его город».
По мнению современного киноведа Денниса Шварца, «у фильма качественная история, но дешёвое производство. Это фильм категории В, поднимающий тему антисемитизма, сродни фильмам „Перекрёстный огонь“ и „Джентльменское соглашение“». Другой современный кинокритик Майкл Кини также отмечает, что «это фильм категории В, сделанный с благими намерениями, но скучный». Кини особенно выделяет картине «Шелдона Леонарда, который играет полицейского детектива, ведущего это дело, а также Тайна в роли владельца магазина, еврея, который становится жертвой антисемитской группы ненависти». По мнению кинокритика Артура Лайонса, «это фильм выше среднего уровня и памятен тем, что он один из немногих, где Шелдон Леонард появляется в роли копа, а не преступника».